# MYO3A
MYO3A是一个位于人类10号染色体上的基因，编码一种隶属肌凝蛋白超家族的非典型的肌凝蛋白肌凝蛋白-IIIa（Myosin-Ia），主要在视网膜与耳蜗表达。MYO3A基因的突变会导致非综合征性耳聋。